# Pseudapis innesi
Pseudapis innesi là một loài Hymenoptera trong họ Halictidae. Loài này được Gribodo mô tả khoa học năm 1894.